# Sproke
De sproke is de aanduiding voor een vertelvorm die populair was in de 14e en het begin van de 15e eeuw. Sproken zijn overgeleverd in het Middelnederlands maar kwamen ook voor in onder meer het Duitse en Franse taalgebied.
De sproken waren veelal episch, en didactisch of moraliserend van aard, maar ook het hekeldicht is populair. Daarnaast had men de mirakelsproken en maatschappijkritiek was een van de regelmatig terugkerende onderwerpen. De sproke was geen literatuur om te lezen maar was bedoeld om voorgedragen te worden, wat werd gedaan door al of niet rondreizende sprooksprekers (minstrelen of sprokendichters). De sprooksprekers waren uitvoerende kunstenaars, eigenlijk acteurs, die konden declameren voor een groot publiek in de ridderzalen, met weidse gebaren en veel vertoon om de aandacht gaande te houden, maar evengoed optraden voor een klein gezelschap in de burgerhuizen of in de taveerne.
De gemiddelde sproke was een 200-tal dichtregels lang en de uitvoering daarvan kan hoogstens een tiental minuten in beslag hebben genomen. Een volledig optreden zal zelden meer dan een half uur in beslag hebben genomen. De sprekers gebruikten hierbij zowel eigen werk als werk van anderen, en waarschijnlijk pasten zij hun teksten aan aan het publiek waarvoor zijn optraden. Vaak ontleenden ze hun materiaal aan oude Latijnse, Franse en Italiaanse novellebundels.
De sproke kende een grote bloeiperiode in de tweede helft van de veertiende eeuw maar verdween vrij snel in het begin van de vijftiende eeuw, waarschijnlijk door de opkomst van de rederijkers. De sproke was geen leesliteratuur, maar soms gaven sprooksprekers een tekstrol met hun werk aan de heer voor wie ze optraden. Maar van die rollen is er slechts één bewaard gebleven. Sproken zijn vooral overgeleverd via diverse handschriften, onder andere in het Handschrift-Van Hultem en in het werk van Willem van Hildegaersberch. Het werk van Dirc Potter, Der Minnen Loep (ca. 1411), bevat zowel sproken als boerden. Volgens een inventaris opgesteld door Dini Hogenelst in 1997 zijn er 358 sproken overgeleverd. De meeste sproken zijn anoniem maar hier en daar noemt een sprookspreker zichzelf op het einde van de tekst.
Enkele sprokendichters in het Nederlands taalgebied waren Pieter van Iersele, Dirc Potter, Augustijnken van Dordt, Willem van Hildegaersberch, Jan Dille, Jan van Mechelen, Boudewijn van der Lore, Jan de Hollander, Jan van Raemsdonck, Jan de Bot, Jan van Vlaardingen en Pieter van Breda.
Boerden waren een bijzondere vorm van sproken. Zij komen overeen qua vorm en lengte, maar de boerde had een meer lyrische en komische inslag, het was een verhaal om te lachen. De inhoud dreef dikwijls de spot met priesters en was dikwijls erotisch getint.